# Iubire elenă
Iubire elenă (în greacă Ελληνική Αγάπη, transliterat: Elliniki Agapi) este un film românesc din 2012 regizat de Geo Saizescu după piesa Eleni a scriitorului grec Kostas Asimakopoulos. Rolurile principale au fost interpretate de actorii Maia Morgenstern, Mircea Rusu, Georgiana Saizescu și Adrian Păduraru.

## Distribuție
Distribuția filmului este alcătuită din:
- Maia Morgenstern — Euridice Kalveou, ghid turistic la Nafplio, proprietara ultimului tablou al Elenei Altamoura
- Mircea Rusu — Filippos Liaris, negustor, colecționar și critic de artă grec, profesor de arte plastice la Universitatea din Atena
- Georgiana Saizescu — Eleni Boukoura-Altamoura, pictoriță greacă din secolul al XIX-lea
- Adrian Păduraru — Francesco Saverio Altamura, pictor italian din secolul al XIX-lea, soțul Elenei Boukoura
- Eusebiu Ștefănescu — Yannis Boukouras, marinar grec, tatăl Elenei
- Ileana Stana Ionescu — Sofia Boukoura, soția lui Yannis, mama Elenei
- Ruxandra Sireteanu — Mariana Vendi, gazda Elenei Boukoura de la Napoli
- Alecu Croitoru — preotul ortodox din Napoli (menționat Al. G. Croitoru)
- Avram Iclozan — Anastasis, fratele Elenei Boukoura
- Cătălin Saizescu — Kostas, fratele Elenei Boukoura
- Giorgos Nousis — Yorgos, fiul lui Euridice
- Renos Haralambidis — Raffaello Ceccoli, pictor italian, profesorul Elenei Boukoura de la Nafplio
- Gregory Nannakoudis
- Ramona Olteanu — Jane Benham Hay, pictoriță engleză, eleva și apoi amanta lui Saverio Altamura
- Despina Mirou — Tonia, polițista abordată pe stradă de Euridice (menționată Despina Moirou)
- Petre Pletosu
- Zefi Euagora
- Alexandru Stanciu
- Anastasia Laukidou
- Veronica Gheorghe
- Dimitris Panogos
- Adriana Guluțanu (menționată Adriana Gulutanu)
- Filippos Demertzis-Bouboulis
- Ileana Șipoteanu — regina Olga a Greciei
- Claudia Motea
- Anastasia Soulia
- Avi Saizescu
- Ileana Ștefănescu
- Camelia Paraschivescu
- Rodica Mateescu
- Sanda Hendartono-Cipăianu
- Marie-Anette Apostu
- Nelly Cimpoca
- Boufis Gikas
- Claudiu Tiba
- Ana-Maria Mihai
- Elena Popa-Nițu
- Giorgos Gritsas
- Dionysis Karidis
- Panayoitis Rousos
- Christos Korakos
- Alexandru Calcan
- Andrei Goci
- Liviu Saizescu
- Christos Karamolegos
- Nadia Buduruș
- Stelios Kallistratis
- Gagits Goran
- Alexandros Politakis
- Yolanda Markou
- Savas Tsapanidis
- Antonis Yannoulis
- Salantos Mazarakis
- Yannis Kiritsis
- Ilias Papathimas
- Nikos Mazarakis
- Alexian Manikian
- Vaggelis Karvelas
- Geo Saizescu — omul cu porumbeii pe cap
- Maria Saizescu — copil
- Matei Alexandru Saizescu — copil

## Producție
Filmările au avut loc în Grecia (la Atena, Nafplion și pe insula Spetses) și în Italia (la Napoli, Roma și Florența).

## Primire
Filmul a fost vizionat de 1.251 de spectatori în cinematografele din România, după cum atestă o situație a numărului de spectatori înregistrat de filmele românești de la data premierei și până la data de 31 decembrie 2014 alcătuită de Centrul Național al Cinematografiei.